# Ophtalmoscope

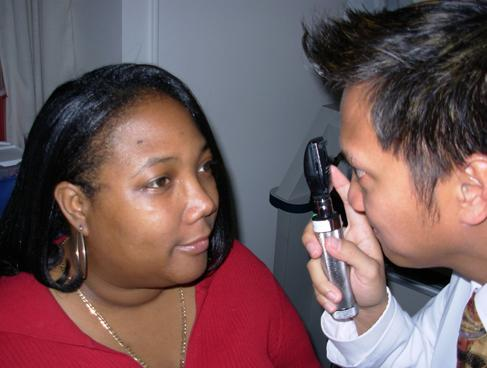
Ophtalmoscopie

L'ophtalmoscope est un appareil destiné à éclairer les milieux internes de l'œil, examen appelé ophtalmoscopie. La source lumineuse est située dans le manche de l'appareil. Il permet un examen en image droite.

## Invention

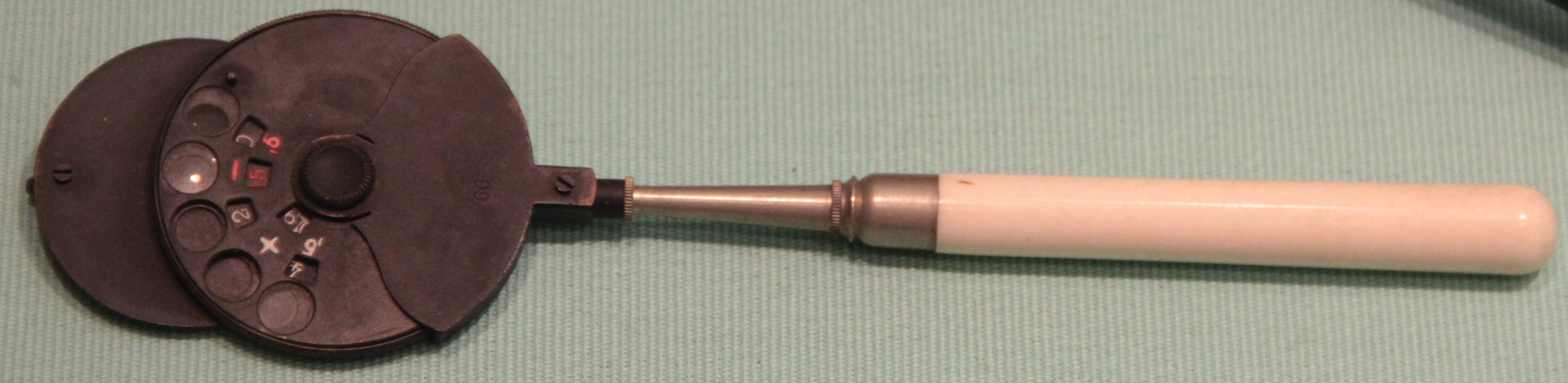
Ophtalmoscope à disques basculants de Pley.

L'invention de l'ophtalmoscope est attribuée à Hermann von Helmholtz (1821-1894). L'appareil, d'abord très simple, a été présenté à la Société de Physique de Berlin par Emil du Bois-Reymond. Son succès fut immédiat.
Au fil des utilisations et des années, de nombreux médecins améliorèrent l'outil : l'ophtalmoscope amélioré par  Albrecht von Gräfe, l'ophtalmoscope amélioré par le docteur Follin, l'ophtalmoscope du docteur Anatole Gillet de Grandmont.

## Description de l'appareil
Au XXIe siècle, l'ophtalmoscope a conservé un fonctionnement assez simple. Même s'il se décline en plusieurs modèles, il reste un outil pratique et rapide pour les médecins. Il est constitué d'un manche incluant un petit système d'éclairage, et d'une tête vissée comprenant :
- une molette permettant d'adapter les verres à la vue du patient ;
- des diaphragmes interchangeables (pour concentrer plus ou moins la lumière lors de l'observation).

## Utilisation
Avec un ophtalmoscope, on peut faire plusieurs sortes d’examens :
- de la rétine ;
- de la cornée ;
- de la chambre antérieure et postérieure ;
- de l’iris ;
- du cristallin ;
- du vitré.

L'utilisation de l'ophtalmoscope nécessite un protocole très précis, notamment en termes de durée d'exposition du patient, car l'examen peut éventuellement causer des troubles rétiniens.